# Provincias marítimas españolas

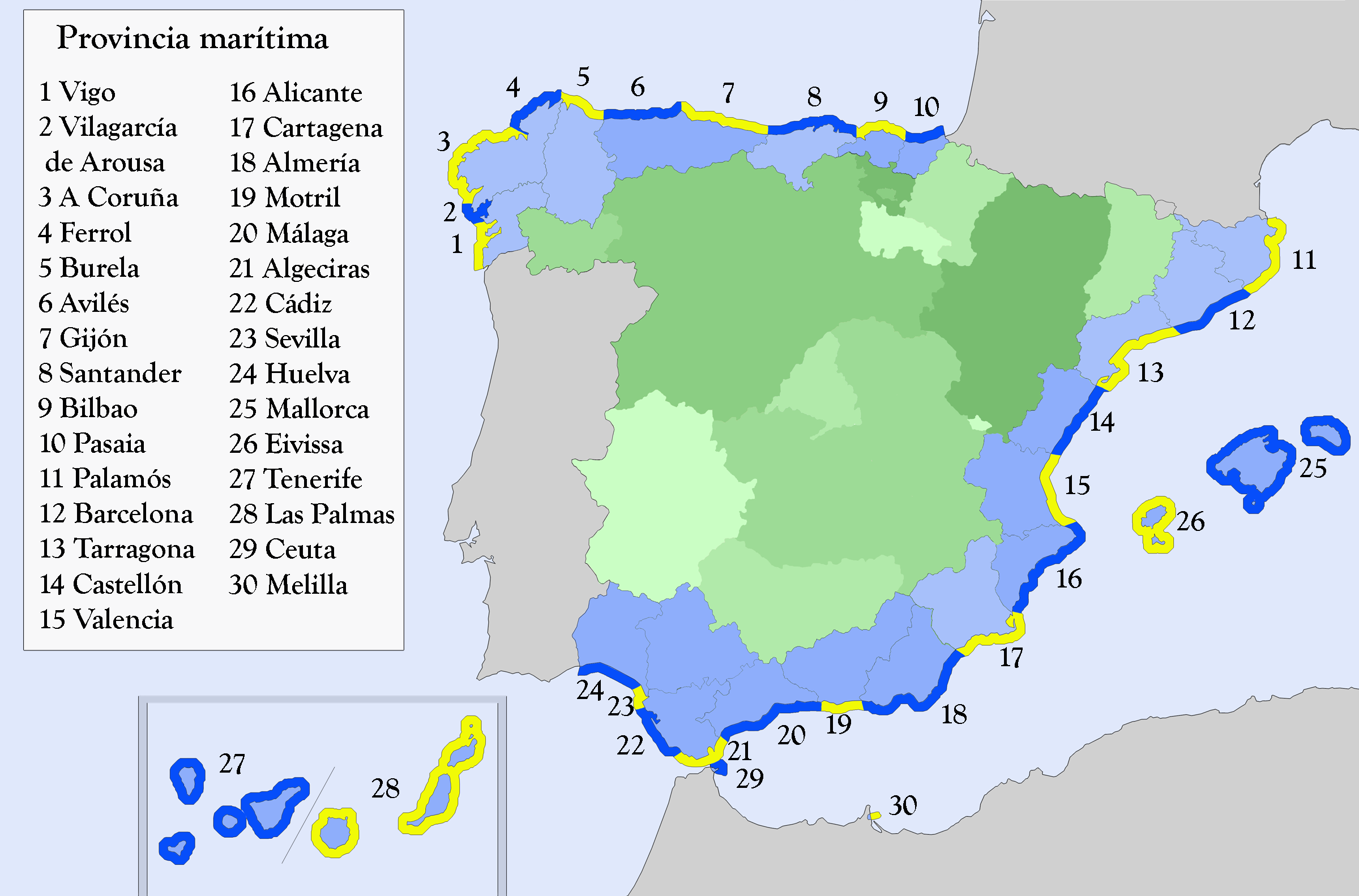
Localización de las actuales provincias marítimas en el litoral de España.

España tiene su litoral dividido en provincias marítimas, que, a su vez, se subdividen en distritos marítimos a los que pertenecen todos los puertos de matrícula de la provincia.
Las provincias marítimas tienen su origen en la Real Cédula de 5 de octubre de 1607, por la que Felipe III organiza la matrícula de mar. Crea las primeras provincias marítimas, dependientes de los departamentos de Ferrol, Cádiz y Cartagena.
Con el trascurrir de los años, su número, ámbito geográfico, y nombre de cada provincia, han ido cambiando. En la actualidad, la disposición final segunda de la Ley 27/1992, de 24 de noviembre, de Puertos del Estado y de la Marina Mercante, establece que el Gobierno, a través del Ministerio de Fomento, es el encargado de reglamentar esta división del litoral. Actualmente hay 30 provincias marítimas, también denominadas capitanías marítimas, según regula el Real Decreto 638/2007, de 18 de mayo.
Al frente de cada provincia marítima se encuentra el capitán marítimo, del que dependen los jefes de distrito, los cuales están al frente de cada uno de los distritos en los que se subdivide la provincia marítima.
La capitanía marítima es un órgano dependiente de la Dirección General de la Marina Mercante, adscrita a la Secretaría General de Transportes de la Secretaría de Estado de Transportes del Ministerio de Fomento.
La Dirección General de la Marina Mercante, junto a sus órganos periféricos dependientes –las capitanías marítimas y los distritos marítimos vinculados a estas– conforma la que se viene a denominar «Administración Marítima Española», y tiene asumidas las competencias que le atribuye la Ley 27/1992 de Puertos del Estado y de la Marina Mercante.

## Contraseñas
A cada provincia marítima se le asignó una bandera o contraseña, cuyo tamaño, colores y forma fueron aprobados por Real Orden de 30 de julio de 1845 dada en Madrid y firmada por el capitán general de la Armada Ramón Romay. Fue publicada por la Dirección General de la Armada el 4 de agosto de 1845. Esta Real Orden  establece que, junto al pabellón nacional, los buques han de arbolar en lugar visible una bandera de dimensiones de 2,02 x 3,34 metros (ancho x largo) y en embarcaciones menores o de cabotaje de 1,60 x 2,67 metros, como contraseña característica del puerto de matrícula. Las banderas siguieron el patrón del código de señales marítimas, aleatorio y sin ningún significado territorial mediante el uso de cuatro colores: rojo, azul, amarillo y blanco, elaborado en 1791 por el teniente general de la Armada José de Mazarredo Salazar.

## Provincias marítimas
| Nombre        | Indicativo de matrícula | Distritos | Bandera                   |
| ------------- | ----------------------- | --- | ------------------------- |
| Algeciras     | AL                      | Tarifa AL-1 y Algeciras AL-2. | Contraseña de Algeciras   |
| Alicante      | AT                      | Torrevieja AT-1, Santa Pola AT-2, Alicante AT-3, Villajoyosa AT-4, Altea AT-5 y Denia AT-6.                                              | Contraseña de Alicante    |
| Almería       | AM                      | Adra AM-1, Almería AM-2, Carboneras AM-3 y Garrucha AM-4 (antes CT-1).                                                                   | Contraseña de Almería     |
| Avilés        | AV                      | Avilés AV-1, San Esteban de Pravia AV-2 y Luarca AV-3.                                                                                   |                           |
| Barcelona     | BA                      | Villanueva y Geltrú BA-1, Barcelona BA-2 y Arenys de Mar BA-3.                                                                           | Contraseña de Barcelona   |
| Bilbao        | BI                      | Lequeitio BI-1, Bermeo BI-2, Bilbao BI-3 y Ondárroa BI-4.                                                                                | Contraseña de Bilbao      |
| Cádiz         | CA                      | El Puerto de Santa María CA-1, Cádiz CA-2 y Barbate CA-3.                                                                                | Contraseña de Cádiz       |
| Cartagena     | CT                      | Águilas CT-2, Mazarrón CT-3, Cartagena CT-4 y San Pedro del Pinatar CT-5.                                                                | Contraseña de Cartagena   |
| Castellón     | CP                      | Burriana CP-1, Castellón de la Plana CP-2 y Vinaroz CP-3.                                                                                | Contraseña de Castellón   |
| Ceuta         | CU                      | Ceuta CU-1. | Contraseña de Ceuta       |
| La Coruña     | CO                      | Sada CO-1, La Coruña CO-2, Corme CO-3, Camariñas CO-4, Corcubión CO-5, Muros CO-6 y Noya CO-7.                                           | Contraseña de La Coruña   |
| Ferrol        | FE                      | Cariño FE-1, Cedeira FE-2 y Ferrol FE-3.                                                                                                 | Contraseña de Ferrol      |
| Gijón         | GI                      | Llanes GI-1, Ribadesella GI-2, Lastres GI-3, Gijón GI-4 y Luanco GI-5.                                                                   | Contraseña de Gijón       |
| Granada       | GR                      | Motril GR-1. | Contraseña de Granada     |
| Huelva        | HU                      | Ayamonte HU-1, Isla Cristina HU-2 y Huelva HU-3.                                                                                         | Contraseña de Huelva      |
| Ibiza         | IB                      | Ibiza IB-1, San Antonio Abad IB-2 y Formentera IB-3.                                                                                     | Contraseña de Ibiza       |
| Lugo          | LU                      | Ribadeo LU-1, Burela LU-2 y Vivero LU-3.                                                                                                 | Contraseña de Lugo        |
| Málaga        | MA                      | Estepona MA-1, Marbella MA-2, Fuengirola MA-3, Málaga MA-4 y Vélez-Málaga MA-5.                                                          | Contraseña de Málaga      |
| Mallorca      | PM                      | Palma de Mallorca PM-1, Alcudia PM-2, Mahón PM-3 y Ciudadela PM-4.                                                                       | Contraseña de Mallorca    |
| Melilla       | MLL                     | Melilla MLL-1. | Contraseña de Melilla     |
| Las Palmas    | GC                      | Las Palmas de Gran Canaria GC-1, Puerto del Rosario GC-2 y Arrecife GC-3.                                                                | Contraseña de Las Palmas  |
| Palamós       | PG                      | Blanes (antes San Felíu de Guixols) BA-4, Palamós BA-5 y Rosas BA-6.                                                                     | Contraseña de Palamós     |
| San Sebastián | SS                      | Fuenterrabía SS-1, Pasajes SS-2 y Guetaria SS-3.                                                                                         | Contraseña de Pasajes     |
| Santander     | ST                      | Castro Urdiales ST-1, Laredo ST-2, Santoña ST-3, Santander ST-4, Requejada ST-5 y San Vicente de la Barquera ST-6.                       | Contraseña de Santander   |
| Sevilla       | SE                      | Sanlúcar de Barrameda SE-1 y Sevilla SE-2.                                                                                               | Contraseña de Sevilla     |
| Tarragona     | TA                      | San Carlos de la Rápita TA-1 y Tarragona TA-2.                                                                                           | Contraseña de Tarragona   |
| Tenerife      | TE                      | Santa Cruz de Tenerife TE-1, Los Cristianos (Arona) TE-2, Santa Cruz de La Palma TE-3, San Sebastián de la Gomera TE-4 y El Hierro TE-5. | Contraseña de Tenerife    |
| Valencia      | VA                      | Gandía VA-1, Valencia VA-2 y Sagunto VA-3.                                                                                               | Contraseña de Valencia    |
| Vigo          | VI                      | Portonovo (Sangenjo) VI-1, Marín VI-2, Bueu VI-3, Cangas de Morrazo VI-4, Vigo VI-5, Bayona VI-6, La Guardia VI-7 y Redondela VI-8.      | Contraseña de Vigo        |
| Villagarcía   | VILL                    | Ribeira VILL-1, Puebla del Caramiñal VILL-2, Villagarcía de Arosa VILL-3, Cambados VILL-5 y El Grove VILL-4.                             | Contraseña de Villagarcía |

## Antiguas provincias marítimas
| Nombre         | Indicativo de matrícula | Distritos                                          | Bandera                      |
| -------------- | ----------------------- | -------------------------------------------------- | ---------------------------- |
| Mahón          | MH                      | Mahón MH-1, Ciudadela MH-2.                        | Contraseña de Mahón          |
| Villa Cisneros | SH                      | El Aaiún SH-1, Villa Cisneros SH-2, La Güera SH-3. | Contraseña de Villa Cisneros |

- Canarias (1845-1867) ⊃ Las Palmas de Gran Canaria + Santa Cruz de Tenerife
- Gerona (1933-1935) ⊂ Barcelona
- Mataró (1845-1894) ⊂ Barcelona
- Motril (1845-1858; 1868-1894) ⊂ Málaga
- Palamós (1845-1894) ⊂ Barcelona
- Pontevedra (1905-1933) ⊂ Vigo
- Sanlúcar de Barrameda (1845-1894) ⊂ Sevilla
- Tortosa / Vinaroz (1845-1866 / 1866-1894) ⊂ Tarragona
- Vivero / Ribadeo (1845-1858 / 1858/1894) ⊂ El Ferrol